# Brachiaria
Braquiária (Brachiaria)  (Trin.) Griseb. é um gênero botânico pertencente à família Poaceae, subfamília Panicoideae, tribo Paniceae.
O gênero Brachiaria apresenta as seguintes características diferenciais: colmo herbáceo florescendo todos os anos, flor hermafrodita masculina ou feminina com um a três estames, espiga unilateral ou panícula, espiqueta comprimida dorsiveltralmente, biflora, com o antecio terminal frutífero, o basal neutro ou masculino.
Nativa da África, algumas espécies foram introduzidas no Brasil como plantas forrageiras e transformaram-se em uma espécie invasora de diversos ecossistemas brasileiros, como o cerrado. Como invasora, ela compete com o desenvolvimento das gramíneas nativas e sufoca o desenvolvimento dos campos nativos. Como pastagem cultivada, transformou a pecuária no Brasil Central em atividade lucrativa. Pastagens de braquiária bem manejadas são responsáveis pela cria, recria e engorda de bovinos com sustentabilidade e colocaram o Brasil na posição de maior exportador de carne bovina no mundo.
O gênero é composto por aproximadamente 100 espécies. Ocorrem na Europa, África, Ásia, Australásia, Pacífico, América do Norte e América do Sul.
Recentemente, alguns autores reclassificaram quase todas as espécies de Brachiaria para o gênero Urochloa, no entanto, são necessários maiores estudos para melhor entender as relações entre essas espécies e gêneros.

## Sinônimo
- Leucophrys Rendle
- Urochloa, pro parte[4]

## Principais espécies e tipos
- Urochloa mole Stapf
- Urochloa dura Stapf
- Urochloa eruciformis (Sm.) Griseb.
- Urochloa fusiformis Reeder
- Urochloa latifolia Stapf
- Urochloa marlothii Stent
- Urochloa nigropedata Stapf
- Urochloa obtusiflora Stapf
- Urochloa ophryodes Chase
- Urochloa serrata Stapf
- Urochloa serrifolia Stapf
- Urochloa soluta Stapf
- «PPP-Index Lista completa»